# Saint-Pierre-la-Bruyère
Saint-Pierre-la-Bruyère è un comune francese di 425 abitanti situato nel dipartimento dell'Orne nella regione della Normandia.

## Società

### Evoluzione demografica
Abitanti censiti